# Katie Schide

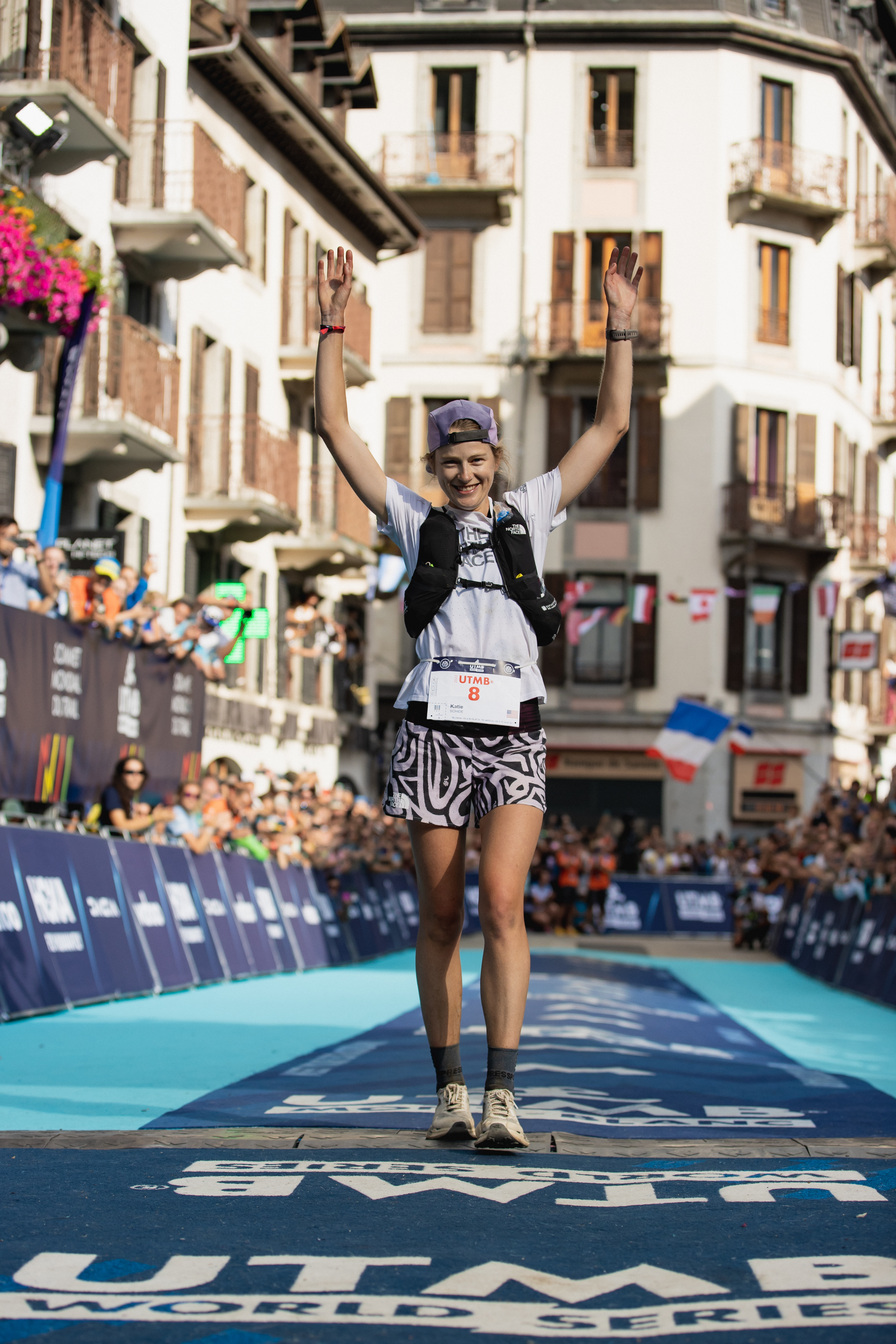
Katie Schide, 2022

Katie Schide (* 24. Februar 1992) ist eine US-amerikanische, auf Ultradistanzen spezialisierte Trailläuferin. Sie gewann in den Jahren 2022 und 2024 den Ultra-Trail du Mont-Blanc und 2024 den Western States Endurance Run.

## Werdegang
Aufgewachsen in Gardiner (Maine), praktizierte Schide in ihrer Jugend diverse Sportarten, vor allem Rasenhockey. Während eines Ferienaufenthaltes in den Bergen von New Hampshire entdeckt sie ihre Liebe zum Traillauf. 2015 nahm sie an ihrem ersten Wettkampf, dem Logan Peak Trail Run, teil und gewann.
2016 zog sie nach Zürich, um an der ETH Zürich Geologie zu studieren und zu promovieren, und nutzte dort die Trails zum Training. 2018 gewann sie im Mai den Maxi-Race du Lac d'Annecy mit mehr als einer halben Stunde Vorsprung. Ende August wurde sie Zweite beim CCC im Rahmen des Ultra-Trail du Mont-Blanc.
2019 bestätigte sie ihre guten Leistungen und wurde hinter Courtney Dauwalter Zweite beim Madeira Island Ultra Trail. Ende Juni siegte sie über die 90 km beim Marathon du Mont Blanc, Ende August startete sie beim Ultra-Trail du Mont-Blanc, wo sie Sechste wurde.
2020 dominierte sie beim Ultra Trail Côte d'Azur Mercantour über die 130 km. 2021 stand sie beim Trail du Ventoux, beim Lavaredo Ultra Trail und beim Swissalpine Marathon auf dem Podium, beim Ultra-Trail du Mont-Blanc wurde sie Achte.
Bei ihrem dritten Start beim Ultra-Trail du Mont-Blanc gelang ihr Ende August 2022 der Sieg vor der Kanadierin Marianne Hogan.
Das erste Halbjahr 2023 nutzte sie, um sich für den Western States Endurance Run vorzubereiten. Beim Écotrail Paris siegte sie im Frühjahr 2023 mit 40 min. Vorsprung auf die Titelinhaberin Maryline Nakache. Am 24. Juni 2023 startete sie wie angekündigt beim Western States 100 und erreichte hinter Courtney Dauwalter Platz 2, wobei sie mit ihrer Zielzeit ebenfalls den alten Streckenrekord von Ellie Greenwood unterbot. 2024 gelang ihr der Sieg, wobei sie ihre Zeit vom Vorjahr um fast eine Stunde verbesserte und nur 17 Minuten langsamer war als Dauwalters Streckenrekord. Beim Ultra-Trail du Mont-Blanc gelang ihr 2024 zum zweiten Mal der Sieg, sie unterbot dabei mit ihrer Zielzeit Dauwalters bisherigen Streckenrekord aus dem Jahr 2021 um 21 Minuten.
Mit ihrem Sieg beim Hardrock 100 Mitte Juli 2025 wurde sie die dritte Person nach Kilian Jornet und Courtney Dauwalter, der es gelang, bei den vier berühmten 100-Meilen-Rennen Hardrock 100, Western States, Ultra-Trail du Mont-Blanc und Diagonale des Fous zu siegen. Bei zwei der vier Rennen hält sie den aktuellen Streckenrekord.
Schide ist im Skimo-Nationalteam der USA. Sie lebt und trainiert in Frankreich. Ihr Partner Germain Grangier ist ebenfalls erfolgreicher Trailläufer.

## Sportliche Erfolge (Auswahl)
2018
- Maxi-Race du Lac d'Annecy: 1. Platz
- Madeira Ultra, 85 km: 1. Platz
- Ultra-Trail du Mont-Blanc, CCC: 2. Platz

2019
- Hut Traverse, New Hampshire: Fastest Known Time
- Madeira Island Ultra Trail: 2. Platz
- Marathon du Mont Blanc, 90 km: 1. Platz
- Ultra-Trail du Mont-Blanc, UTMB: 6. Platz

2020
- Ultra Trail Côte d’Azur Mercantour, 130 km: 1. Platz

2021
- Porte di Pietra: 2. Platz
- Trail du Ventoux: 1. Platz
- Swissalpine Marathon: 1. Platz
- Lavaredo Ultra Trail: 2. Platz
- Ultra-Trail du Mont-Blanc, UTMB: 8. Platz

2022
- Val d’Aran, 100 km: 1. Platz
- Ultra-Trail du Mont-Blanc, UTMB: 1. Platz

2023
- Écotrail Paris: 1. Platz
- Western States Endurance Run: 2. Platz
- Ultra-Trail du Mont-Blanc, OCC: 2. Platz
- Grand Raid de La Réunion, Diagonale des Fous: 1. Platz[8]

2024
- The Canyons Endurance Runs, 100 km: 1. Platz
- Western States Endurance Run: 1. Platz[9]
- Ultra-Trail du Mont-Blanc, UTMB: 1. Platz Frauen, 13. Platz Gesamtklassement, Streckenrekord

2025
- Madeira Island Ultra Trail: 1. Platz
- Hardrock 100, 100 Meilen: 1. Platz (neuer Streckenrekord: 25:50 h)[10]
- Berglauf Sierre–Zinal: 3. Platz